# James McIntyre
James Francis McIntyre (ur. 25 czerwca 1886 w Nowym Jorku, zm. 16 lipca 1979 w Los Angeles) – amerykański duchowny katolicki, arcybiskup Los Angeles (1948–1970) i kardynał.

## Kariera kościelna
Urodził się w rodzinie Jamesa i Mary (z domu Pelley). Studiował w Cathedral College w Nowym Jorku. w wieku 29 lat porzucił firmę, którą prowadził i postanowił wstąpić do seminarium duchownego. Po jego ukończeniu wyświęcony na kapłana 21 maja 1921 roku przez Patricka Hayesa, arcybiskupa Nowego Jorku i rozpoczął pracę duszpasterską w rodzinnej archidiecezji. W latach 1923–1934 był asystentem kanclerza diecezji, a następnie (do 1944) sam pełnił funkcję kanclerza. W 1934 został mianowany Tajnym Szambelanem Jego Świątobliwości, a w 1936 Prałatem Domowym. 16 listopada 1940 został biskupem pomocniczym Nowego Jorku. Konsekrowany w styczniu 1941 przez kardynała Francisa Spellmana, po kilku latach został Wikariuszem Generalnym, a w 1946 Koadiutorem arcybiskupa Nowego Jorku.
Dnia 7 lutego 1948 otrzymał nominację na arcybiskupa Los Angeles. Na konsystorzu w 1953 podniesiony do rangi kardynała prezbitera S. Anastasiae. Był pierwszym kardynałem z zachodniej części USA. Uczestniczył w konklawe 1958 i 1963 roku. Z kierowania diecezją zrezygnował w 1970 roku, a w wyniku reformy Pawła VI, z dniem 1 stycznia 1971 utracił prawo udziału w konklawe z powodu przekroczenia 80 lat. Zmarł w Los Angeles 16 lipca 1979 w wieku 93 lat i pochowany został w mauzoleum biskupim na Calvary Cemetery. W 2003 ciało przeniesiono do nowo wybudowanej katedry Matki Bożej Anielskiej.

## Poglądy
Kardynał McIntyre miał bardzo konserwatywne poglądy. Jako jeden z nielicznych biskupów USA sprzeciwił się liturgicznej rewolucji soboru watykańskiego II. Podobnie jak kardynał Spellman, odmówił wykonania zmian w liturgii po zakończeniu soboru. Po przejściu na emeryturę pomagał duszpastersko w parafii św. Bazylego w Los Angeles jako zwykły ksiądz. Do końca życia odprawiał tylko starą mszę.